# Hauts-de-Seine
Hauts-de-Seine (IPA: [ˌodəˈsɛn]) Franciaország egyik megyéje Párizs közvetlen szomszédságában.

## Elhelyezkedése
A Franciaország középső részén, Île-de-France régióban található megyét keletről Seine-Saint-Denis, Párizs és Val-de-Marne, délről Essonne, nyugatról Yvelines, északról pedig Val-d’Oise megyék határolják.

## Települések
A megye legnagyobb települései és lakosságuk száma 2011-ben:
| Település            | Népesség |
| -------------------- | -------- |
| Boulogne-Billancourt | 114 205  |
| Nanterre             | 89 476   |
| Asnières-sur-Seine   | 82 327   |
| Colombes             | 85 398   |
| Rueil-Malmaison      | 79 426   |
| Issy-les-Moulineaux  | 64 355   |
| Levallois-Perret     | 64 253   |
| Neuilly-sur-Seine    | 61 797   |
| Antony               | 61 793   |
| Clichy               | 58 916   |
| Clamart              | 52 546   |
| Suresnes             | 46 723   |
| Meudon               | 45 058   |
| Montrouge            | 48 597   |
| Bagneux              | 38 080   |
| Châtillon            | 32 619   |
| Châtenay-Malabry     | 32 111   |
| Malakoff             | 30 982   |

## Galéria

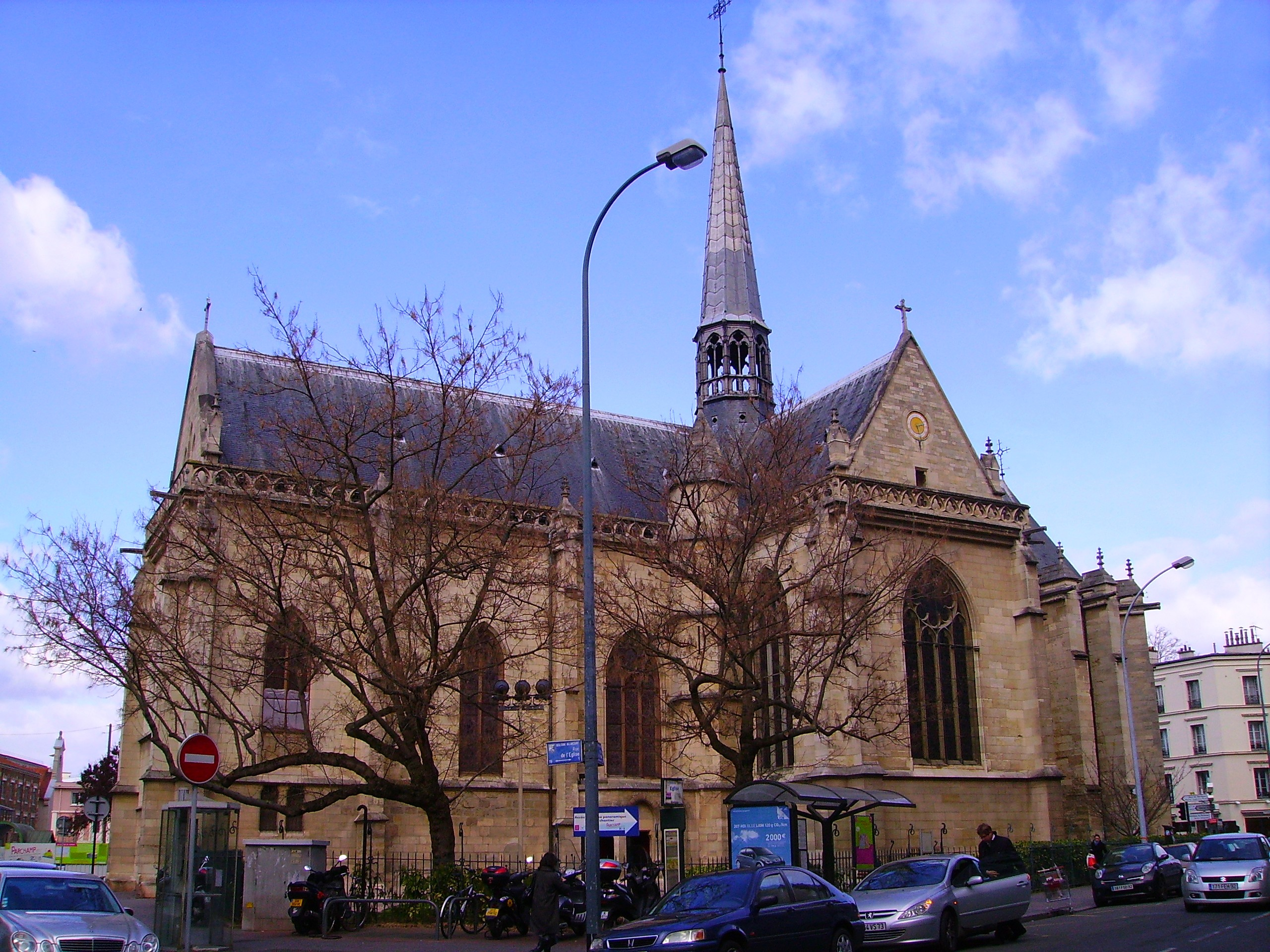
Boulogne-Billancourt
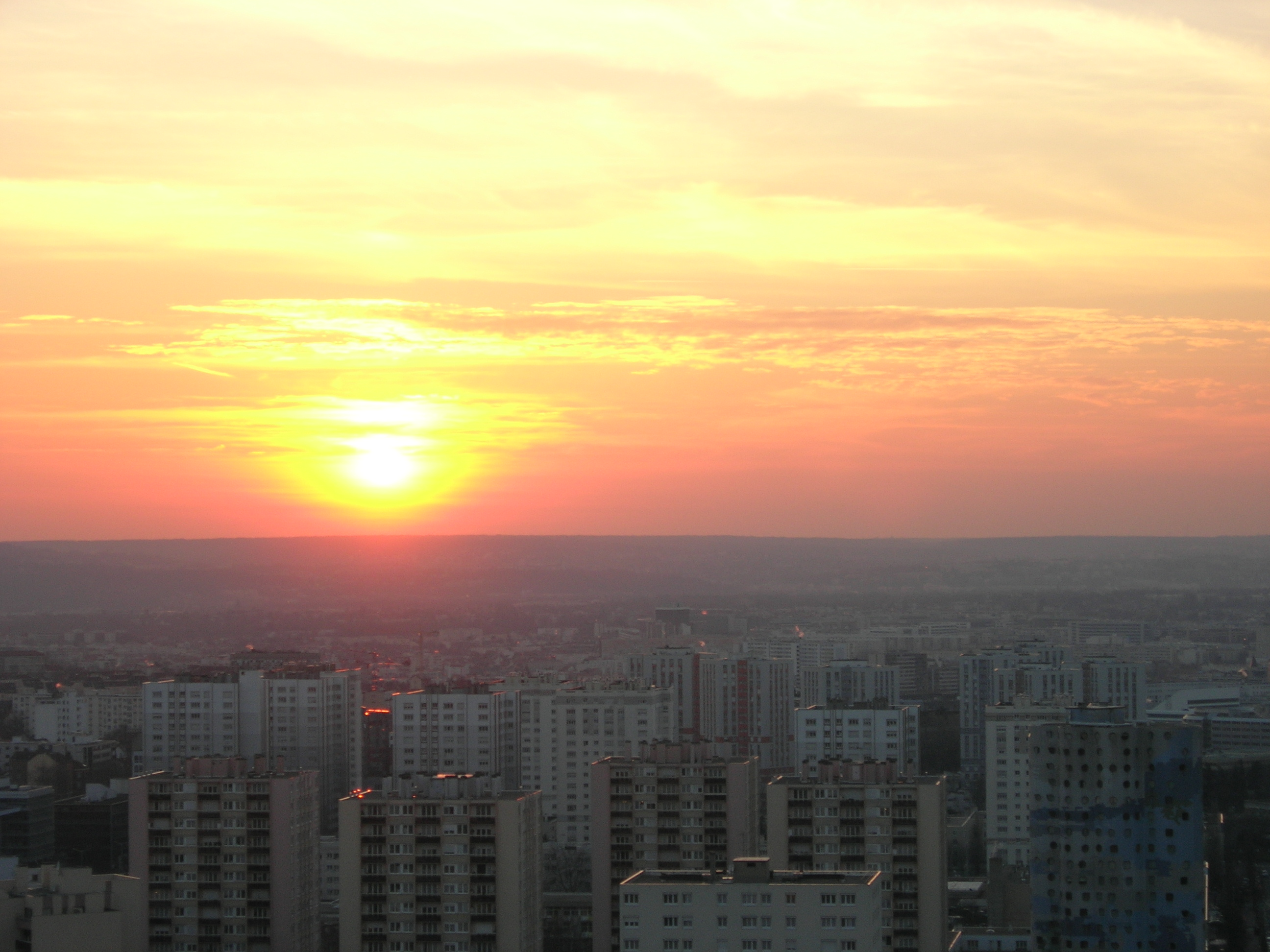
Nanterre
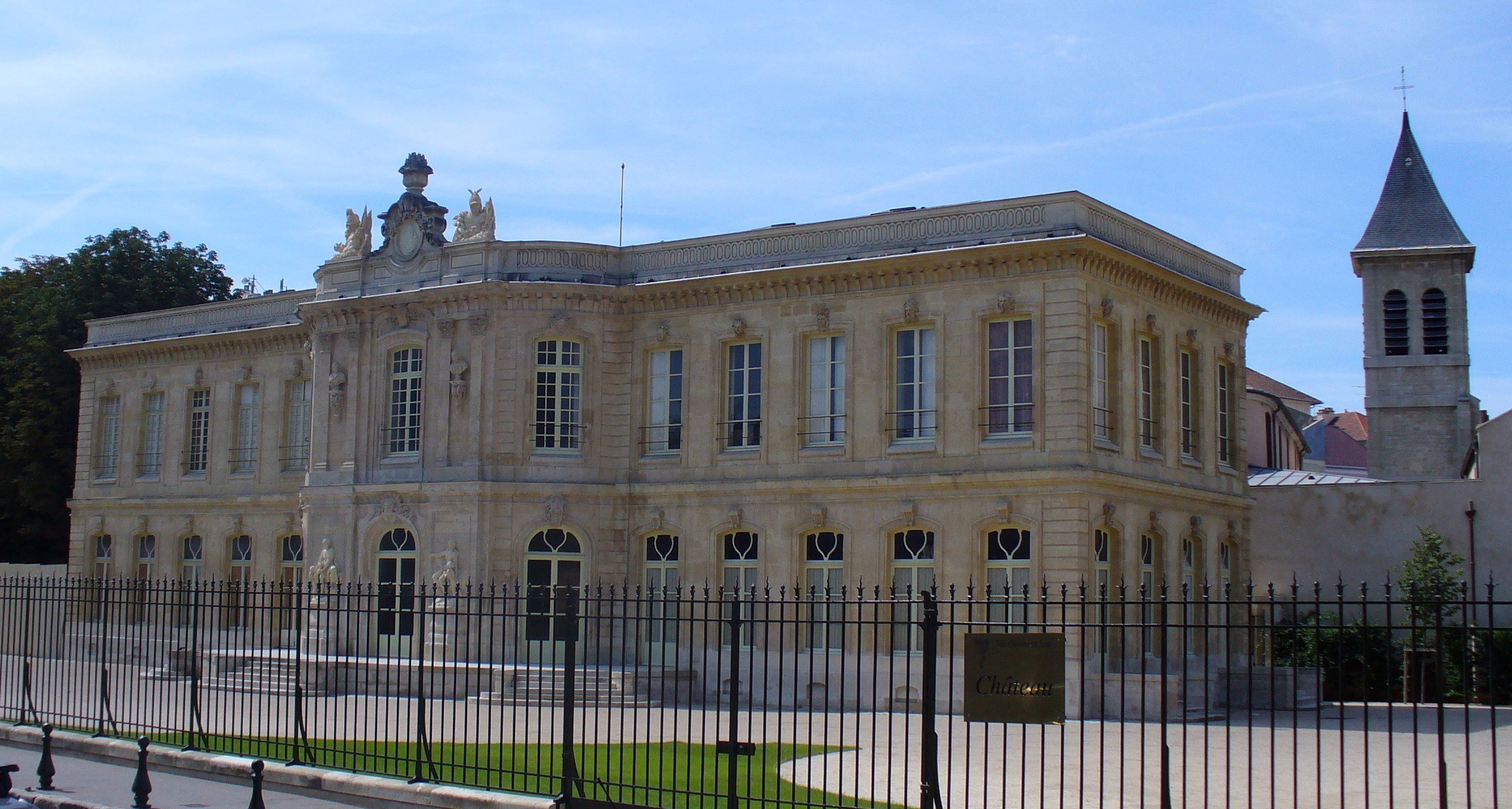
Asnières-sur-Seine
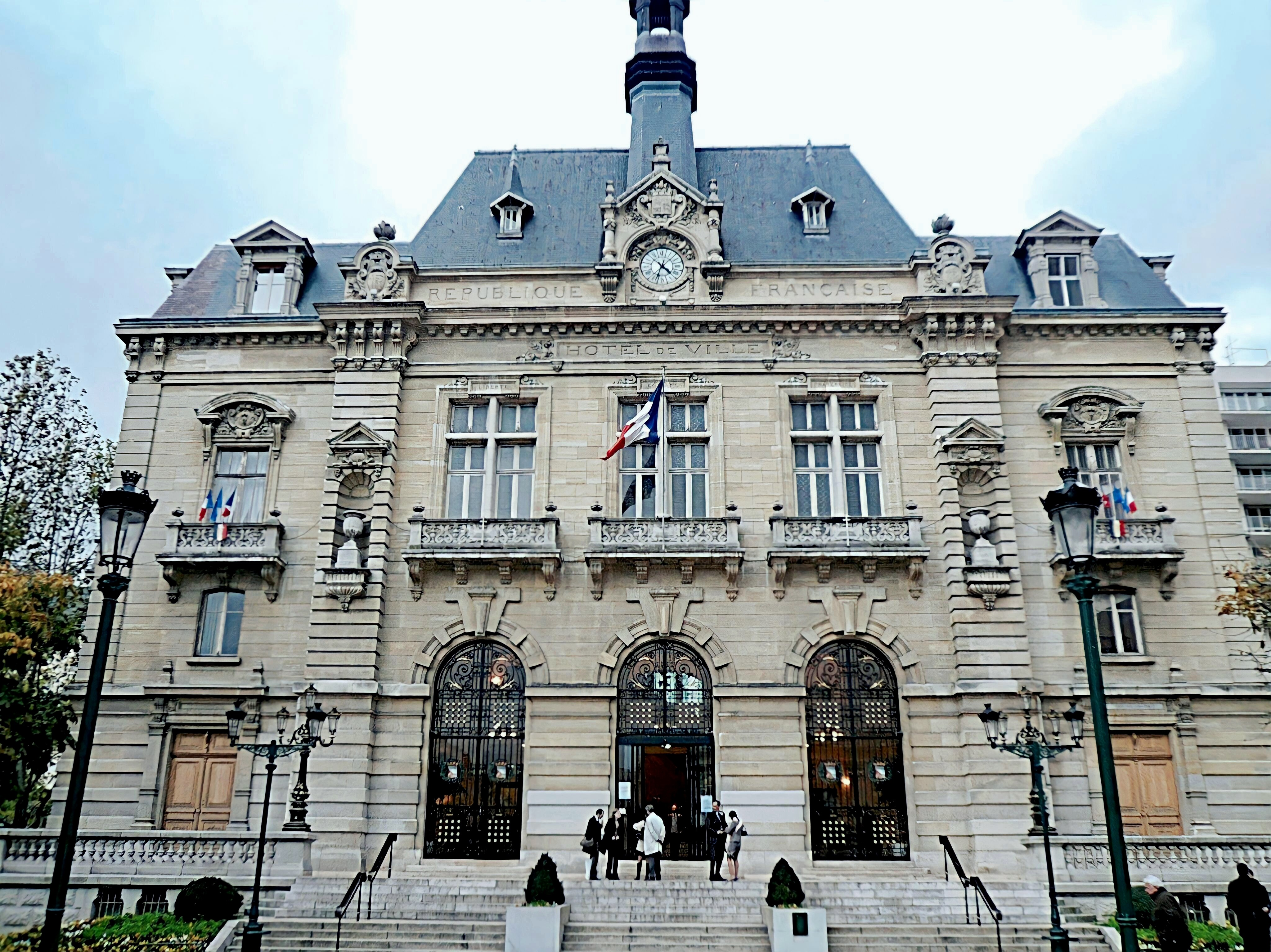
Colombes